# 富田芳郎
富田 芳郎（とみた よしろう、1895年4月8日 - 1982年1月8日）は、日本の地理学者。冨田 芳郎とも綴る。

## 経歴
1895年（明治28年）、北海道札幌市で名護屋家の子としてに生まれる。石狩川下流域の花川小学校尋常科六年を経て、公立白石尋常高等小学校の高等科を卒業する。さらに、札幌の北海道師範学校附属小学校高等科3年に入学し、一年間で修了する。その後は、小学校の準訓導の資格を取るため同校の講習所へ通いながら独学した。17歳の時北海道師範学校に入学した。
1915年（大正4年）に東京高等師範学校理科3部に入学し、地理学と博物学を専攻した。東京高等師範では地形学を山崎直方・辻村太郎に、地質学を大関久五郎に、人文地理学を内田寛一に学んだ。大関には北アルプス氷蝕地形や武蔵野台地などの実地指導を受け、佐藤には山東半島旅行を引率された。。
1918年（大正7年）に東京高師を卒業し、東京女子高等師範学校付属小学校に3年間勤めた。
1921年（大正10年）に東北帝国大学理学部地質学科に入学した。卒業研究は「新潟油田の地質構造と油砂の研究」であった。1924年（大正13年）に東北帝国大学を卒業するが、1923年（大正12年）に設立された東北帝国大学法文学部の助手として勤務し、地球物理学専攻の田中舘秀三のもとで助手を務めた。博識であった田中舘秀三は、地質学・海洋学・湖沼学から地理学まで広汎な学問分野をカバーしていた。当時の東北帝国大学の佐藤丑次郎法文学部長から「経済地理学の研究に従事するべし」という辞令の伝達を得た。1918年（大正7年）に佐藤伝蔵の指導で山東半島で巡検を行っている。
1925年（大正15年）には東北帝国大学から同級の遠藤誠道の後任として奈良女子高等師範学校教授に転出した。1929年（昭和4年）には日本地理学会が奈良女子高等師範学校で開催されているが、この時、富田は山崎直方と地形について歓談している。
1931年（昭和6年）には奈良女子高等師範学校から台北帝国大学教授に転任した。敗戦後まで継続していた研究の成果をまとめて台北帝国大学に「台湾の地形発達史」と題して学位論文を提出し、理学博士の学位を得た。この論文の主査は早坂一郎であった。台北帝国大学に勤めていた頃は、国土地理院の地形図の使用については軍事機密で厳しい規制があった。1936年から1938年にかけて早坂一郎の提唱で日本学術振興会から研究費を得て「台湾の地質構造の研究」というテーマで総合研究が行われ、富田は「地形による地体構造の調査」を分担した。これが学位論文の基礎になったものである。
1947年（昭和22年）12月に台湾をあとにし、翌年に母校である東北大学理学部地理学教室へ奉職した。その後、日本大学文理学部地理学教室の教授や国士舘大学文学部地理学教室の教授などを歴任した。また、東北地理学会・日本地理学会の会長をつとめ、両学会の名誉会員となった。
1972年刊「台湾地形発達史の研究」（古今書院、370p）の序文（1-10）に自らの略歴と生い立ち・エピソードなどを記している。

## 研究・業績
富田は自然科学の分野では地形学、人文科学の分野では集落地理学を専門とした。特に長く暮らした台湾と東北地方についての実証的研究は、日本の地理学の発展に大きく貢献した。地形学では「台湾地形発達史の研究」の名著があり、また東北大学理学部の「Science Reports(Geography)」に掲載された、宮城県松島湾沿岸の地形発達史や台湾南部の断層地形に関しての論文がある。一方、集落地理学では「台湾郷鎮之地理学的研究」の著書があり、他にも「地理学評論」や「東北地理」などに発表した数多くの論文がある。また、「経済地理学原論」、「植民地理」の著書もあり、1958年に仙台港建設を提案するなど、東北地方開発に関しての応用地理学的な研究も行った。

## 著書
- 経済地理学原論（古今書院、1929年）
- 植民地理（叢文閣、1937年）
- 台湾郷鎮之地理学的研究（台湾風物出版社、1955年）
- 台湾地形発達史の研究 （古今書院、1972年）